# Темп (Саратовская область)
Темп — посёлок в Ртищевском районе Саратовской области России. Административный центр Октябрьского муниципального образования.

## География
Посёлок находится в северо-западной части Саратовской области, в пределах Окско-Донской равнины, в лесостепной зоне, у федеральной автотрассы Р207, на расстоянии 5 км к востоку от города Ртищево, административного центра района.

### Климат
Климат характеризуется как умеренно континентальный с холодной малоснежной зимой и сухим жарким летом. Среднегодовая температура воздуха — 4,4 °C. Средняя многолетняя температура самого холодного месяца (января) составляет −11,7 °С (абсолютный минимум — −43 °С), температура самого тёплого (июля) — 20 — 22 °С (абсолютный максимум — 40 °С). Средняя продолжительность безморозного периода 145—155 дней. Среднегодовое количество атмосферных осадков — 550 мм, из которых 225—325 мм выпадает в период с апреля по октябрь. Снежный покров держится в среднем 130—135 дней в году.

### Часовой пояс
Посёлок Темп, как и вся Саратовская область, находится в часовой зоне МСК+1. Смещение применяемого времени относительно UTC составляет +4:00.

## История
В 1984 году указом Президиума Верховного Совета РСФСР посёлку центральной усадьбы совхоза «Темп» присвоено наименование Темп.

## Население
| 2002 | 2010  |
| ---- | ----- |
| 1022 | ↘1014 |

### Национальный состав
Согласно результатам переписи 2002 года, в национальной структуре населения русские составляли 92 % из 1022 чел.

## Улицы
| - ул. 8 Марта, - ул. Берёзовая, - ул. Гагарина, - ул. Кузнечная, | - ул. Мира, - ул. Молодёжная, - ул. Никулина, - ул. Новая, | - ул. Придорожная, - ул. Советская, - ул. Черёмушки. |

## Экономика
Основа экономики — сельское хозяйство.

## Инфраструктура
В посёлке действуют средняя общеобразовательная школа, дом культуры, почтовое отделение.